# Oxyopes occidens
Oxyopes occidens är en spindelart som beskrevs av Brady 1964. Oxyopes occidens ingår i släktet Oxyopes och familjen lospindlar. Inga underarter finns listade i Catalogue of Life.